# FHM

FHM(For Him Magazine)은 남성 독자를 목표로 하는 대중 잡지이다. 1985년 영국에서 For Him이라는 제목으로 발행되기 시작했으며 1994년부터는 FHM이라는 마크로 인쇄되기 시작했다. 대개 잡지 첫 표지에는 For Him Magazine이라는 표시도 함께 표시됐다. 크리스 애스트리지가 설립했으며 남성 패션 경향에 대해 많이 다루고 있으며 거리 패션 동향을 취재하는 내용을 많이 다뤘다. 1987년부터는 연 4회 출판으로 바뀌었다. FHM은 원래 영국의 미디어 회사인 EMAP이 소유하다 독일의 대형 미디어사인 Bauer Verlagsgruppe에 2007년 12월 매각했다.
영국에서 같은 종류의 잡지인 Loaded가 출판되기 시작하면서 For Him 측에서는 편집 방법에서부터 경쟁 체제로 변모하기 시작했다. 스포츠 상품에 대한 정보를 싣고 월간지로 바꾸었으며 이름을 FHM로도 바꾸며 시장 개척에 나서고 있다.
대개 광택이 나는 종이와 해상도 높은 사진으로 상당히 유명하다. 영국에서는 1990년대 중후반까지 잡지 부문 베스트 셀러에 항상 올랐으며 매달 70만 부 이상이 팔리는 기염을 토했다.
2006년 12월 미국 내 잡지 발행을 2007년 3월 부로 중단하기로 하고 인터넷으로 뉴스 공급을 시작했다.

## 내용
대개는 남성 독자를 대상으로 하기 때문에 여성 톱스타나 글래머 스타일의 여성 사진을 많이 표지로 삼는다. 외에도 가수나 영화배우 등 대중 배우의 화보 사진으로 대중에게 접근하고 있다. 하지만 성인물로 취급되는 것은 아니어서 대개 월마트를 제외하고는 성인란이 아니라 생활(Lifestyle) 면에 진열된다.
매년 "세계에서 가장 섹시한 여성 100인"을 선정하기도 하며 독자가 선정하게 된다. 스포츠 선수와 음악가, 전자 제품, 서평, 남성 패션 경향, 섹스에 관련한 이야기도 많이 다루며 테크닉을 소개하기도 한다.

## 전 세계에서 가장 섹시한 여성 100인
1995년부터 매년 대중, 평단 투표를 통해 100인(생존 인물 한정)을 선정하고 있다. 아래는 그들 중 1위를 한 인물들의 선정 당시 정보이다.
| 연도 | 1위                 | 나이 | 비고                       |
| ---- | ------------------- | ---- | -------------------------- |
| 1995 | 클라우디아 시퍼     | 25   |                            |
| 1996 | 질리언 앤더슨       | 28   | 최초의 대중 투표 선정 인물 |
| 1997 | 테리 해처           | 33   |                            |
| 1998 | 제니 매카시         | 26   |                            |
| 1999 | 세라 미셸 겔러      | 22   |                            |
| 2000 | 제니퍼 로페즈       | 31   |                            |
| 2001 | 제니퍼 로페즈       | 32   |                            |
| 2002 | 안나 쿠르니코바     | 22   |                            |
| 2003 | 할리 베리           | 37   |                            |
| 2004 | 브리트니 스피어스   | 22   |                            |
| 2005 | 켈리 브룩           | 25   |                            |
| 2006 | 키이라 나이틀리     | 21   | 최연소 1위                 |
| 2007 | 제시카 알바         | 26   |                            |
| 2008 | 메건 폭스           | 22   |                            |
| 2009 | 셰릴 콜             | 25   |                            |
| 2010 | 셰릴 콜             | 26   |                            |
| 2011 | 로지 헌팅턴화이틀리 | 24   |                            |
| 2012 | 털리사              | 23   |                            |
| 2013 | 밀라 쿠니스         | 29   |                            |
| 2014 | 제니퍼 로렌스       | 23   |                            |
| 2015 | 미셸 키건           | 27   |                            |
| 2016 | 마고 로비           | 26   |                            |
| 2017 | 갈 가도트           | 32   |                            |